# 格雷厄姆·阿克曼
格雷厄姆·阿克曼 (Graham Ackerman，1983年7月14日—)出生於華盛頓州西雅圖是一位美國體操運動員。2005年4月，他在紐約州西點美國陸軍軍官學院舉行的2005年NCAA男子體操錦標賽地板項目奪得冠軍，這使它成為三度奪冠的運動員。2004年他於地板和跳馬項目奪得全國冠軍。阿克曼是出櫃的男同性戀。